# Margaret Woodbridge
Margaret Woodbridge (n. 6 ianuarie 1902, Detroit, Michigan, SUA – d. 23 februarie 1995, New York City, New York, SUA) a fost o înotătoare americană, medaliată olimpică. A participat la o ediție a Jocurilor Olimpice (1920) în care a câștigat două medalii de aur și o medalie de argint.